# Mallada dierli
Mallada dierli is een insect uit de familie van de gaasvliegen (Chrysopidae), die tot de orde netvleugeligen (Neuroptera) behoort. 
Mallada dierli is voor het eerst wetenschappelijk beschreven door Hölzel in 1973.